# فرانسه استوایی
فرانسه اُستوایی (به فرانسوی: France Équinoxiale) نامی بود که استعمارگران سده هفدهم فرانسوی به آن دسته از مناطق استوایی آمریکای جنوبی داده بودند که کوشش در استعمار آنها را داشتند.
ترجمه واژگانی نام فرانسوی آن "فرانسه مناطق برابران (اعتدالین)" است. پیش از اینکه اصطلاحات استوایی و گرمسیری برای آن مناطق رایج شود، اروپائیان اصطلاح "سرزمین‌های برابران" را برای آن مناطق بکار می‌بردند که اشاره به برابری روز و شب در طی سال در نقاط استوایی دارد.